# Čížkov (zámek)
Zámek Čížkov se nachází v obci Čížkov v okrese Pelhřimov. Altán zámku je chráněn jako kulturní památka.

## Historie
Čížkov spadal od začátku své existence pod Novou Cerekev či pod Božejov. K osamocení došlo teprve v roce 1650, kdy jej od Jana Kryštofa Leskovce z Leskovce získal Jiří Milíčovský z Braunberka. On nebo jeho syn Jiří Ludvík si v obci nechali postavit na blíže neznámém místě sídlo. Roku 1669 statek získal Vojtěch Jiří Voračický z Paběnic a na Proseči. Ten jej roku 1677 prodal Gottfriedu Heisterovi. V roce 1785 byl v obci vystavěn klasicistní zámek. Kdo v této době Čížkov vlastnil však není známo, protože docházelo k častému střídání majitelů. Na konci 19. století za Walserů prošel empírovou přestavbou. Po roce 1945 přešel do rukou státu, který jej svěřil zemědělskému družstvu, jenž zde zřídil byty. V současné době je nevyužívaný a chátrá.

## Popis
Jedná se o dvoupatrovou budovu o půdorysu obdélníka s průčelím na západ. Z původní klasicistní podoby se do současnosti dochoval trojúhelníkový štít nad hlavní římsou a také věž s hodinami na střeše. Za zámkem se nacházel park, u něhož se v severním nároží ohradní zdi dochoval empírový pavilon o půdorysu osmiúhelníka.

## Dostupnost
Okolo zámku a jeho areálu prochází silnice I/19 od Starého Pelhřimova na Leskovice a zeleně značená turistická stezka od Mašovic na Novou Cerekev.